# Abruptio (Musik)
Die Abruptio (lat. Bruch, Abbruch) ist eine musikalisch-rhetorische Figur, die das plötzliche Abbrechen eines musikalischen Gedankens oder Affekts ausdrückt.
Die Abruptio tritt meistens am Ende einer Komposition auf und schließt eine musikalische Periode mit
einem unerwarteten und plötzlichen Abbruch ab.
Die Abruptio gehört zu den „stylus-theatralis“-Figuren, deren Hauptzweck der Affektausdruck ist.
In der Rhetorik gibt es keine Figur, die der Abruptio exakt entspricht. Jedoch wird oft auf die Ähnlichkeit zur rhetorischen Figur der aposiopesis hingewiesen, die aber nicht den plötzlichen Abbruch, sondern das darauf folgende Schweigen bezeichnet.
Der Affektausdruck der beiden Figuren ist daher sehr ähnlich.